# 공민왕릉
공민왕릉(恭愍王陵)은 개풍구역 해선리에 있는 봉명산의 무선봉 중턱에 자리한 2기의 무덤으로, 서쪽 것이 고려 31대 공민왕의 무덤인 현릉(玄陵)이며, 동쪽 것이 왕비 노국공주의 무덤인 정릉(正陵)이다.
공민왕릉은 고려 왕릉 중에서도 가장 보존 상태가 양호하며 축조 방법에서도 고려 말 왕릉의 완성된 형식으로 평가받는다. 섬세하고 다양한 석물을 가졌으며 조선왕릉의 기본이 되는 능으로도 여겨진다.

## 역사
《고려사》에 따르면 공민왕은 1365년 왕비인 노국대장공주가 난산으로 죽자 비통함을 참지 못해 충렬왕 비인 제국대장공주의 고릉을 본받되 그보다 더 화려하게 9년간 본인이 직접 주관하여 정릉을 만들었다. 또한 이듬해인 1366년 정릉과 나란히 수릉인 현릉을 만들었다고 기록돼 있다.
공민왕릉은 러일전쟁 시기 일제에 의해 도굴된 것으로 전해진다. 일제는 능의 뒷부분을 폭파시켜 도굴을 감행했는데 파괴된 능은 해방 이후 북한 정권에 의해 시멘트로 수리된 상태다.
공민왕릉은 북한 정권의 수립 당시부터 중요한 문화재였다. 북한 최고지도자의 공민왕릉에 대한 현지지도가 지속적으로 이루어지는 등 꾸준한 관심과 관리가 있었다. 이 같은 노력은 공민왕릉이 포함된 ‘개성역사유적지구'가 2013년 유네스코 세계유산으로 등재되면서 결실을 거뒀다.

## 특징
이 능의 건축과 설계는 당시 고려의 수학, 천문지리, 석조건축물, 조형예술의 수준이 집대성되었다.고려시대에 궁전·무덤 등의 건축물을 웅장하게 돋보이도록 하기 위해 건축 구획을 여러 개의 층단으로 배치하던 수법을 도입하여, 제일 윗단에 봉분을 두고 그 아래로 여러 개의 층단을 구성하면서 조각과 시설을 적절히 배치함으로써 장엄한 분위기를 내고 있다.
쌍분인 정릉과 현릉의 봉분 높이는 약 650cm, 직경은 약 1,300cm다. 봉분의 아래쪽으로는 12면의 병풍석이 자리 잡았는데 그 위아래로 다양한 종류의 석재를 배치해 병풍석을 고정시키고 있다.
공민왕과 노국공주가 모셔진 묘실은 봉분에 맞추어 별도로 만들어져 있다. 그 두 개의 묘실 측면의 중심부에는 묘실들을 내부에서 하나로 연결하는 관로가 존재한다.

## 주해
1. ↑  수릉(壽陵)은 생전에 만들어놓은 무덤을 말한다.

## 같이 보기
- 고려왕릉
- 조선민주주의인민공화국의 국보